# Berihá

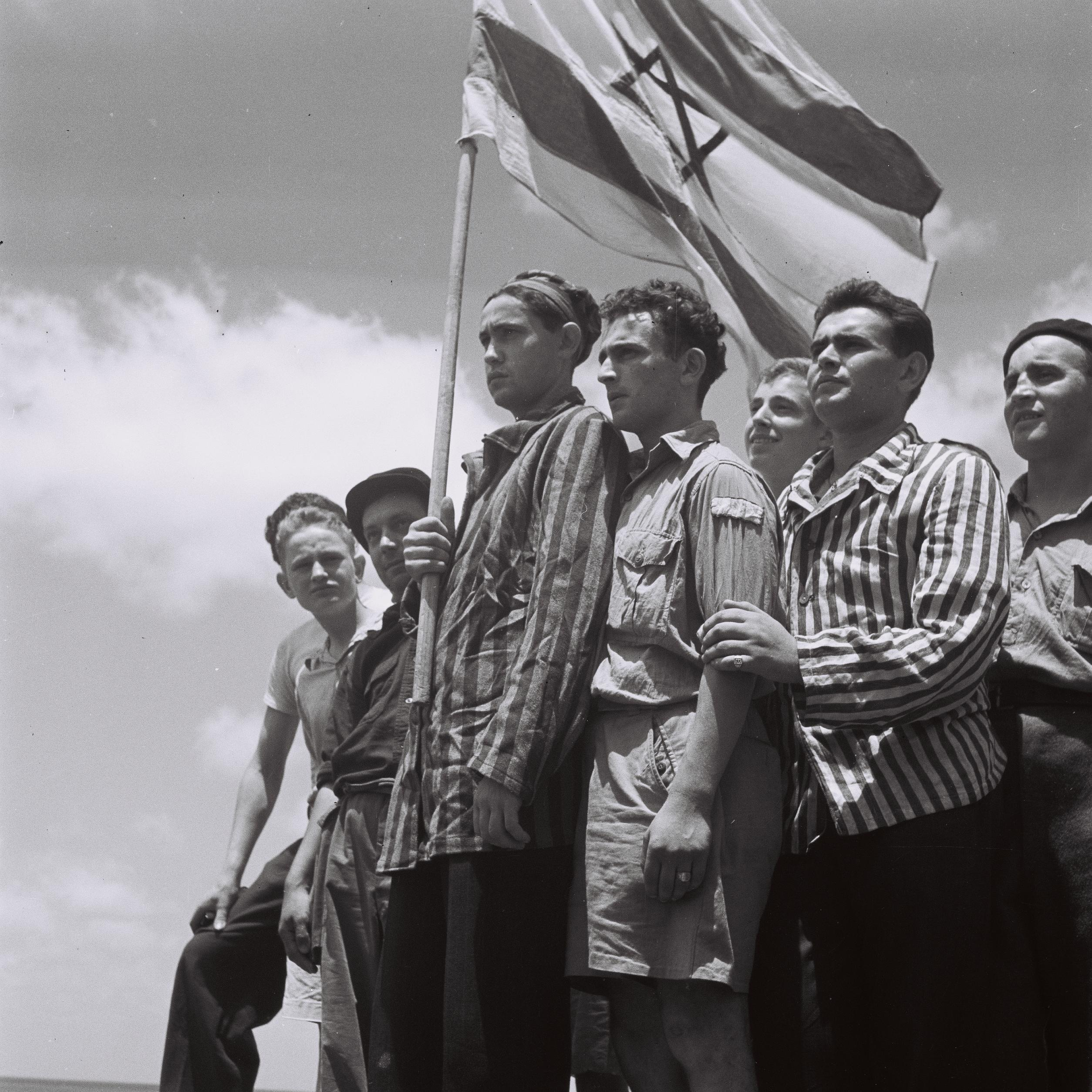
Sobreviventes de Buchenwald KZ chegam a Haifa para serem presos pelos britânicos.

Berihá, Berihah, ou Brichah (do hebraico בריחה fuga ou voo), foi o esforço de ajuda aos judeus para escapar do pós-Holocausto Europeu à Palestina.
O movimento de judeus refugiados dos Campos de Concentração (um milhão de pessoas classificadas como "não repatriáveis" permaneceu na Alemanha e na Áustria) à Palestina era considerada ilegal em ambos os lados: os judeus não estavam autorizados a deixar os países da Europa Central e da Europa Oriental pela União Soviética e seus aliados, e nem lhes era permitido entrar na Palestina pelos britânicos.